# Pittosporum pentandrum
Pittosporum pentandrum är en tvåhjärtbladig växtart som först beskrevs av Francisco Manuel Blanco, och fick sitt nu gällande namn av Elmer Drew Merrill. Pittosporum pentandrum ingår i släktet Pittosporum och familjen Pittosporaceae. Utöver nominatformen finns också underarten P. p. formosanum.